# IC 5211
IC 5211 је спирална галаксија у сазвјежђу Водолија која се налази на листи објеката дубоког неба у Индекс каталогу.
Деклинација објекта је - 18° 52' 47" а ректасцензија 22h 22m 42,9s. Привидна величина (магнитуда) објекта IC 5211 износи 13,9 а фотографска магнитуда 14,7. IC 5211 је још познат и под ознакама ESO 602-14, MCG -3-57-5, PGC 68695.